# Blakea hammelii
Blakea hammelii är en tvåhjärtbladig växtart som beskrevs av Frank Almeda. Blakea hammelii ingår i släktet Blakea och familjen Melastomataceae. Inga underarter finns listade i Catalogue of Life.